# Saab PhoeniX
Saab PhoeniX — концепт-кар компании Saab, представленный на Женевском автосалоне 2011 года.
Название концепт-кара было выбрано в то время, когда проблемная компания Saab только что была продана компании Spyker компанией General Motors, готовая снова восстать, как мифическая птица Феникс. Однако на момент презентации PhoeniX компания Saab официально обанкротилась, не имея возможности покрыть свои счета.

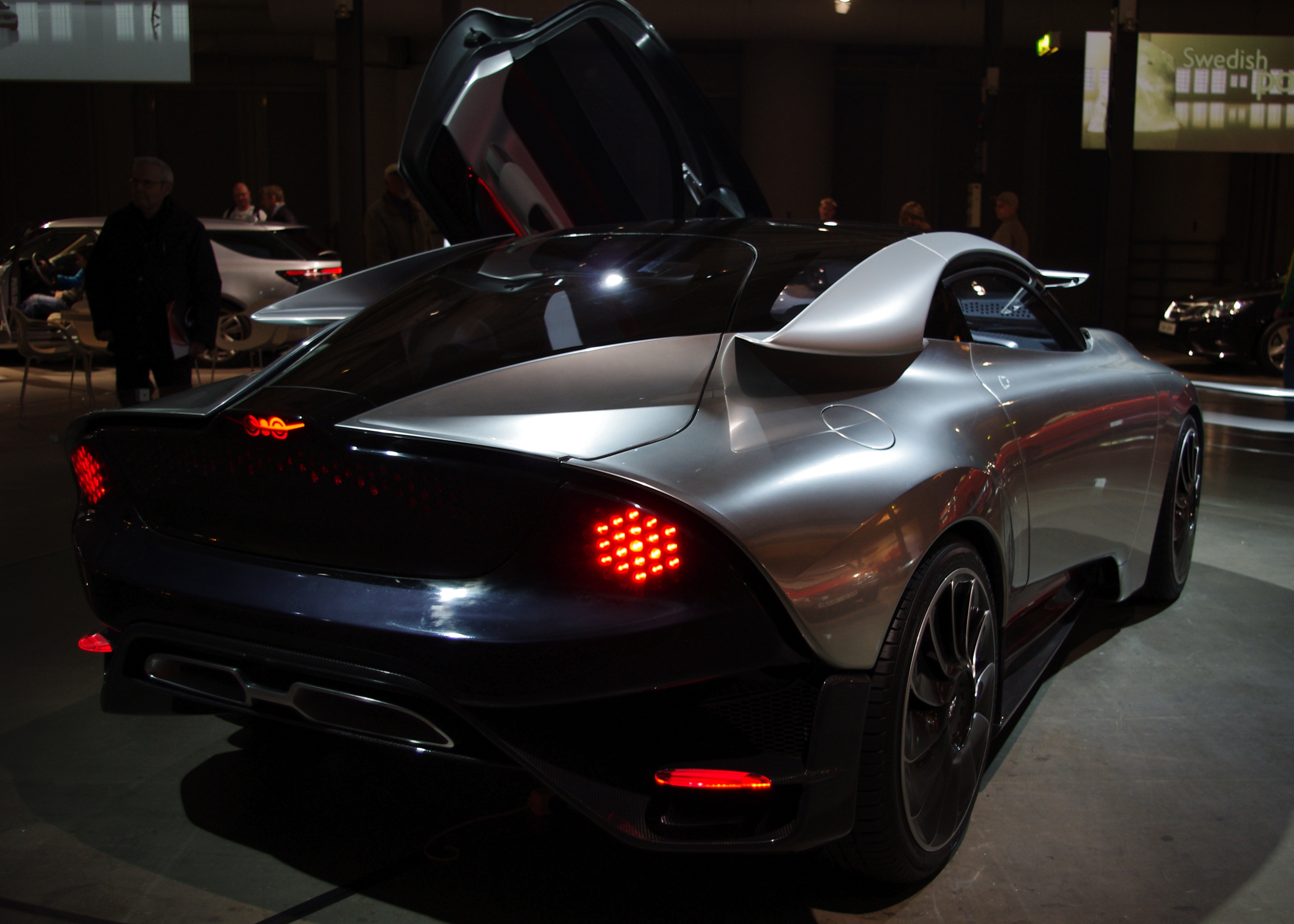
Saab PhoeniX сзади

PhoeniX был разработан Джейсоном Кастриотой как одно из его первых творений для Saab. Дизайн был вдохновлен Saab 92001, но с элементами дизайна почти каждой выпущенной модели Saab. В автомобиле используется платформа, предназначенная для запланированной на 2013 год замены Saab 9-3, которая так и не была реализована.
Передняя подвеска оснащена стойками HiPer Strut, а задняя представляет собой связанную систему H-образных рычагов.
Автомобиль оснащен новой гибридной системой полного привода, которая разрабатывалась совместно с компанией American Axle (AAM). Автомобиль также оснащен IQon, бортовой информационной системой, работающей под управлением модифицированной версии Google Android.
PhoeniX был удостоен награды Auto Express за дизайн 2011 года, одержав убедительную победу, получив 30% голосов, опередив Alfa Romeo 4C (2-е место) и Jaguar C-X75 (3-е место).
Права на платформу PhoeniX на 100% принадлежат Saab, однако в ней используются некоторые детали (менее 10%), купленные у GM.
Saab не смогла расплатиться с Джейсоном Кастриотой за уже проделанную работу. Поэтому, роскошный концепт-кар, был уничтожен.